# Józef Majchrzak
Józef Majchrzak (* 14. Januar 1923 in Siutkówek, Woiwodschaft Lublin; † 25. November 1993 in Bydgoszcz) war ein Politiker in der Volksrepublik Polen, der unter anderem von 1967 bis 1980 Erster Sekretär der Polnischen Vereinigten Arbeiterpartei PZPR (Polska Zjednoczona Partia Robotnicza) in der Woiwodschaft Bydgoszcz  beziehungsweise der 1975 daraus gebildeten neuen Woiwodschaft Bydgoszcz war.

## Leben

### Abgeordneter und Erster Parteisekretär von Bydgoszcz
Majchrzak, der von Beruf Schreiner war, trat nach dem Ende des Zweiten Weltkrieges in die Polnische Arbeiterpartei PPR (Polska Partia Robotnicza) ein. Nach der Gründung der Polnischen Vereinigten Arbeiterpartei PZPR (Polska Zjednoczona Partia Robotnicza) im Dezember 1948 wurde er deren Mitglied und absolvierte ein Studium an der Zentralen Parteischule (Centralna Szkoła Partyjna). Am 22. Dezember 1956 wurde er Sekretär für Organisation des PZPR-Komitees der Woiwodschaft Bydgoszcz sowie auf dem IV. Parteitag (15.–20. Juni 1964) Kandidat des ZK der PZPR. Darüber hinaus wurde er bei der Wahl vom 30. Mai 1965 zum Mitglied des Sejm gewählt und gehörte dem Parlament bis zum 30. Juli 1981 an.
Am 3. Januar 1967 wurde Majchrzak ferner Erster Sekretär des PZPR-Komitees in der Woiwodschaft Bydgoszcz  beziehungsweise der 1975 daraus gebildeten neuen Woiwodschaft Bydgoszcz und bekleidete den Posten bis zum 16. Oktober 1980. Auf dem V. Parteitag (11.–16. November 1968) erfolgte zudem seine Wahl zum Mitglied des Zentralkomitees der PZPR, dem er ebenfalls bis 1980 angehörte.

### Ehrungen und Auszeichnungen
Für seine Verdienste in der Volksrepublik Polen wurde Majchrzak mehrfach geehrt und erhielt unter anderem 1954 die Medaille zum 10. Jahrestag der Volksrepublik Polen (Medal 10-lecia Polski Ludowej), den Orden Banner der Arbeit (Order Sztandaru Pracy) Zweiter Klasse und später Erster Klasse sowie das Offizierskreuz des Orden Polonia Restituta (Order Odrodzenia Polski) verliehen.